# قطعنامه ۱۳۰۱ شورای امنیت
قطعنامه ۱۳۰۱ شورای امنیت سازمان ملل متحد که در تاریخ ۳۱ مه ۲۰۰۰ تصویب شد، سندی بین‌المللی دربارهٔ بررسی وضعیت مربوط به صحرای غربی است. این قطعنامه طی نشست ۴۱۴۹ام با ۱۲ رای موافق، ۱ مخالف و ۲ ممتنع تصویب شد.